# Knarrevik/Straume
Knarrevik/Straume er en by i Fjell kommune i Hordaland fylke i Norge. Byen har 	9.743 indbyggere (2012). Bebyggelsen på Litlesotra er blevet så tæt at landsbyerne Knarrevik og Straume er vokset sammen til en sammenhængende by. Bebyggelsene på Brattholmen, Bildøy og Kolltveit på østsiden af Sotra indgår også i byen.